# Radosław Wojtaszek
Radosław Wojtaszek (13 de enero de 1987, Elbląg, Voivodato de Varmia y Masuria, Polonia) es un Gran Maestro Internacional de ajedrez polaco. En 2004 ganó el Campeonato de Europa juvenil de ajedrez sub-18, el Campeonato del mundo juvenil de ajedrez sub-18 y el Open de Cracovia con 7,5/9 puntos. Ganó el Campeonato de Polonia de ajedrez en 2005. En 2006 Wojtaszek jugó para el equipo polaco en las Olimpíadas de ajedrez en Turín logrando 9 puntos en 11 partidas. En diciembre de 2008 Wojtaszek se hizo campeón de Europa de ajedrez rápido. En 2009, acabó segundo en el campeonato de Polonia, empató por el segundo puesto con Michael Roiz en el torneo internacional en Lublin y ganó el memorial Najdorf, jugado en Varsovia. En 2009/10 empató por el 1.er-5.º puesto con Eduardas Rozentalis, Pavel Ponkratov, Luke McShane e Igor Lysyj en la 39.º Copa Rilton en Estocolmo. En enero de 2010 Wojtaszek acabó nuevamente segundo en el campeonato de Polonia. Ganó el 5.º Torneo Internacional de Breslavia, jugado entre finales de junio y principios de julio de 2010. Participó en el Torneo Internacional de San Juan jugado en Pamplona en finales de julio y principios de agosto de 2010, consiguiendo 6,5 puntos en 9 partidas y ganando el torneo. En las Olimpíadas de ajedrez de 2010 en Janti-Mansisk, Wojtaszek jugó de primer tablero con Polonia, obteniendo 6 puntos en 9 partidas. En junio de 2011 ganó el 9.º Memorial Gyorgy Marx en Paks, Hungría.
Fue uno de los cuatro analistas del campeón del mundo Vishwanathan Anand en su victoria defensa del título frente a Vladimir Kramnik en octubre de 2008, y también le ayudó en esu defensa del título en abril-mayo de 2010 frente a Veselin Topalov y en mayo de 2012 frente a Boris Gelfand.